# Melk
Melk é um município da Áustria localizado no distrito de Melk, no estado de Baixa Áustria.

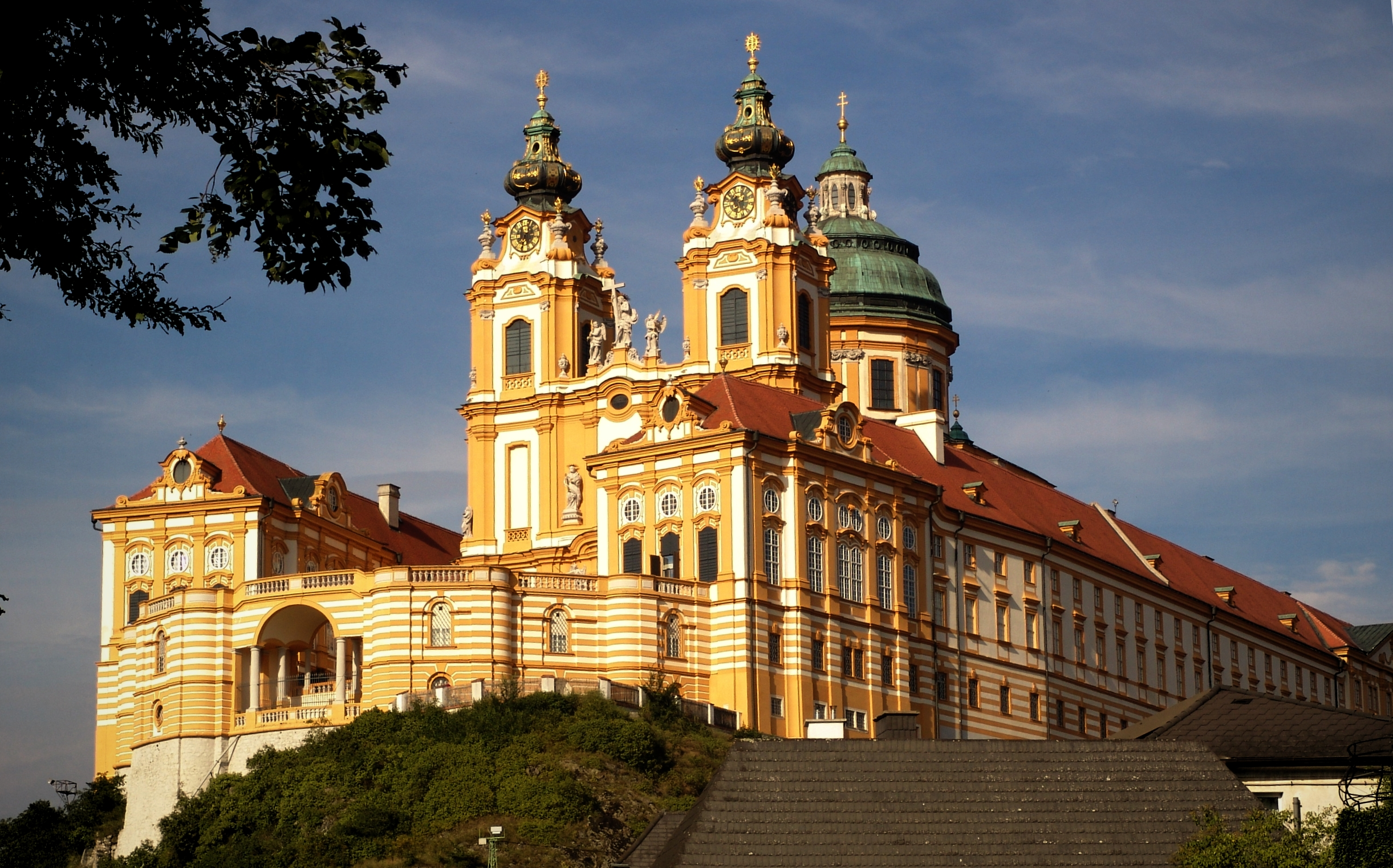
Vista da abadia de Melk

Melk, às vezes aportuguesado para Melque, é uma cidade da Baixa Áustria, na beira do Rio Danúbio, famosa por sua abadia beneditina de 1089. É a capital do distrito do mesmo nome.
Considerada uma das portas do vale de Wachau, Melk é uma das jóias do Danúbio. 

## História
A primeira menção de Melque é no ano de 831 como "Medilicia".

## Património
- Abadia de Melk, considerada o berço da Áustria[3], que hoje é um gigantesco edifício barroco do século XVIII que domina toda a zona e em cujo interior merece especial atenção a biblioteca.

A abadia inspirou Umberto Eco em seu livro O Nome da Rosa: o jovem monge, aprendiz de Guilherme de Baskerville, chamava-se Adso de Melk.

## Política
O burgomestre é Thomas Widrich dos Partido Popular Austríaco.

### Conselho Municipial
- ÖVP: 16
- SPÖ: 7
- Os Verdes - Alternativa Verde: 5
- Pro Melk: 1